# Laurent Pichon
Laurent Pichon (* 19. Juli 1986 in Quimper) ist ein ehemaliger französischer Radrennfahrer.

## Sportliche Karriere
Laurent Pichon gewann 2009 die beiden Eintagesrennen Route Bretonne und Grand Prix de la Pentecôte à Moncontour. Zudem entschied er die Gesamtwertung von Essor Breton für sich und wurde Neunter bei Kreiz Breizh Elites. Von 2010 bis 2012 fuhr Pichon für das französische Continental Team Bretagne-Schuller. In seinem ersten Jahr dort gewann er jeweils eine Etappe beim Circuit des Plages Vendéennes und bei der Tour de Normandie; auf der Bahn wurde er französischer Meister im Scratch. 2011 gewann er das heimische Rennen Kreiz Breizh Elites und eine Etappe des Circuit des Ardennes. 2012 siegte er in der Gesamtwertung des Rennens Boucles de la Mayenne.
Nach seinem Erfolg erhielt er zur Saison 2013 einen Vertrag bei Française des Jeux, für das er bis 2016 an den Start ging. Mit dem Team nahm er jeweils zweimal am Giro d’Italia und der Vuelta a España teil. Insgesamt blieb er während der Zeit bei FDJ ohne zählbare Erfolge. Erst 2017 gewann er, nunmehr beim Team Fortuneo-Samsic, das Classic Loire-Atlantique und eine Etappe der Settimana Internazionale. Der Gewinn der Route Adélie 2017 war der dritte Sieg innerhalb eines Monats, blieb aber auch der letzte seiner Karriere. Mit der Tour de France 2017 und 2018 und nach vier Jahren Unterbrechung noch einmal in der Saison 2023 nahm er an der dritten der drei Grand Tours teil. Der 98. Platz im Jahr 2018 war das insgesamt beste Ergebnis in der Gesamtwertung.
Bereits im August 2023 kündigte Pichon das Ende seiner Karriere als Radrennfahrer nach der Saison 2023 an.

## Erfolge

### Straße
2010
- eine Etappe Tour de Normandie

2011
- eine Etappe Circuit des Ardennes
- Gesamtwertung Kreiz Breizh Elites

2012
- Gesamtwertung Boucles de la Mayenne

2017
- Classic Loire-Atlantique
- eine Etappe Settimana Internazionale
- Route Adélie

### Bahn
2010
- Französischer Meister – Scratch

## Grand-Tour-Platzierungen
| Grand Tour            | 2013 | 2014 | 2015 | 2016 | 2017 | 2018 | 2019 | 2020 | 2021 | 2022 | 2023 |
| --------------------- | ---- | ---- | ---- | ---- | ---- | ---- | ---- | ---- | ---- | ---- | ---- |
| Giro d’ItaliaGiro     | 162  | 129  | –    | –    | –    | –    | –    | –    | –    | –    | –    |
| Tour de FranceTour    | –    | –    | –    | –    | 125  | 98   | –    | –    | –    | –    | 124  |
| Vuelta a EspañaVuelta | –    | –    | 111  | DNF  | –    | –    | –    | –    | –    | –    | –    |